# 山岡達丸
山岡 達丸（やまおか たつまる、1979年（昭和54年）7月22日 - ）は、日本の政治家。立憲民主党所属の衆議院議員（4期）。
父は第84代国家公安委員長の山岡賢次。祖父は作家の山岡荘八。

## 経歴
東京都生まれ。慶應義塾中等部、慶應義塾高等学校を経て、慶應義塾大学経済学部卒業。慶應大経済学部在学中は金子勝の下で学ぶ。NHKに入りNHK帯広放送局、NHK札幌放送局で記者を務める。
2009年（平成21年）4月にNHKを退職して、民主党北海道青年委員会事務局長に就任。
同年8月30日に行われた第45回衆議院議員総選挙の比例北海道ブロックで民主党は4議席を獲得。重複立候補者11人中10人が選挙区で当選。北海道7区の仲野博子が比例復活で当選し、単独12位の山崎摩耶、単独13位の山岡、単独14位の工藤仁美が同ブロックでいずれも初当選した。
2012年（平成24年）の消費増税をめぐる政局では、6月26日の衆議院本会議で行われた消費増税法案の採決で、党の賛成方針に反して棄権した。民主党は7月3日の常任幹事会で厳重注意処分とする方針を決定し、7月9日の常任幹事会で正式決定した。
同年12月の第46回衆議院議員総選挙には引退した鳩山由紀夫の後継として北海道9区から民主党公認で出馬したが、自由民主党の堀井学に大敗し、比例復活もならず落選。
2014年12月の第47回衆議院議員総選挙にも北海道9区から民主党公認で出馬し、前回よりも大幅に票差を詰めたものの、再び堀井に敗れ、比例復活もならず落選した。
2017年10月の第48回衆議院議員総選挙では北海道9区から希望の党公認で出馬し三度堀井に敗れるも比例北海道ブロックにて復活当選を果たし、3期ぶりに国政に復帰した。
2018年5月7日、民進党と希望の党が合流し結党された国民民主党に参加した。
2020年9月15日に立憲民主党と国民民主党が合流して結党した新「立憲民主党」に参加した。
2021年10月13日、日本共産党は第49回衆議院議員総選挙に向け、立憲民主党と競合する22の選挙区で候補者を取り下げる方針を発表。その中には北海道9区も含まれ、党職員の松橋千春は立候補を見送り、野党一本化が実現した。その結果堀井との4度目の対決を制し、初めて小選挙区で当選した（堀井は比例復活で当選）。枝野幸男代表の辞任に伴う代表選挙（11月30日実施）では、同じ北海道選出である逢坂誠二の推薦人に名を連ねた。
第50回衆議院議員総選挙で4選。

## 政策・主張
憲法
- 憲法の改正について、2012年のアンケートでは「反対」[22][23]、2014年のアンケートでは「どちらかと言えば反対」と回答[24]。2017年のアンケートでは「どちらかと言えば賛成」とし、改正すべき項目として「情報公開」「プライバシー権」「地方自治」を挙げた[25]。
- 憲法9条の改正に反対[26]。

外交・安全保障
- 集団的自衛権の行使の容認に反対[22][23][26]。集団的自衛権の行使を認める安倍内閣の閣議決定をまったく評価しない[24]。集団的自衛権の行使を認める安全保障関連法案の成立を評価しない[25]。
- 非核三原則を堅持すべき[25]。
- 日本の核武装について、将来にわたって検討すべきでない[22]。
- 野田内閣による尖閣諸島の国有化を評価する[22]。
- 米軍普天間飛行場の移設先は、名護市辺野古とすべき[22]。
- 沖縄の負担軽減のために、地元に米軍基地を引き受けたくはない[26]。

天皇制
- 女性宮家の創設に賛成[22]。

歴史認識
- 首相は靖国神社に参拝すべきではない[26]。
- 村山談話は見直すべきではない[26]。
- 河野談話は見直すべきではない[26]。

政治制度
- 政党への企業・団体献金は禁止すべき[22]。
- 首相公選制に、どちらかと言えば反対[23]。
- 被選挙権を得られる年齢の引き下げに、どちらかと言えば賛成[25]。

税制
- 消費税率を10%に引き上げることに、どちらかと言えば反対[25]。
- 法人税率の引き下げに、どちらかと言えば反対[24]。

経済
- 安倍内閣の経済政策（アベノミクス）を評価しない[26][25]。アベノミクスのもたらした円安が地方の暮らしに悪影響を与えた、としている[27]。
- 環太平洋戦略的経済連携協定（TPP）への参加に反対[22][23]。
- どちらかと言えば経済競争力を多少犠牲にしても格差是正を優先すべき[24]。

エネルギー政策
- 原子力規制委員会の審査に合格した原発は再稼働すべきとしつつ[22]、他方で、安全の確認できない原発は廃炉にするべき、とする[27]。
- 日本に原発は必要ない[26]。野田政権が示した2030年代原発ゼロという政府の目標を支持する[22]。

社会
- 特定秘密保護法は必要ではない[26]。特定秘密保護法の成立をまったく評価しない[24]。
- 共謀罪の成立を評価しない[25]。
- 治安を守るためにプライバシーや個人の権利を制約することについて、2012年のアンケートでは「どちらかと言えば反対」[23]、2014年のアンケートでは「反対」[24]と回答。
- 特定の民族や人種に対する憎悪表現（ヘイトスピーチ）を法律で規制することについて、「賛成」[26]および「どちらかと言えば賛成」[24]と回答。
- 永住外国人に地方参政権を認めることに、どちらかと言えば反対[23]。
- 選択的夫婦別姓制度の導入について、2014年のアンケートでは「どちらかと言えば賛成」[24]、2017年のアンケートでは「どちらとも言えない」と回答[25]。
- 家族のかたちは、どちらかと言えば、シングルマザーやDINKsなど多様でよい[24][25]。
- 地方の人口減少対策、雇用対策を重視、女性の子育て環境を充実[27]。
- 幼稚園・保育所から大学までの教育の無償化に、どちらかと言えば賛成[25]。

## 不祥事

### 選挙区内の葬儀に供花代を支出
2024年12月4日、山岡が代表を務める立憲民主党の支部が、2023年に選挙区内で行われた葬儀に供花代を支出していたことが2024年11月29日に公表された政治資金収支報告書で分かった。報道によると支部傘下の浦河支部が党所属の元町議の葬儀の際に代表者名は記載せず、支部名で供花を出した。同記事では議員が代表を務める政党支部が議員名を表記したり、名前を類推させたりする形で選挙区内の人への供花を禁じている公職選挙法に抵触する恐れがあるとの専門家の指摘がされている。同党の支部は、議員名は出していないと説明した。

## 選挙歴
| 当落 | 選挙                   | 執行日         | 年齢 | 選挙区             | 政党       | 得票数     | 得票率 | 定数 | 得票順位 /候補者数 | 政党内比例順位 /政党当選者数 |
| ---- | ---------------------- | -------------- | ---- | ------------------ | ---------- | ---------- | ------ | ---- | ------------------ | ---------------------------- |
| 当   | 第45回衆議院議員総選挙 | 2009年08月30日 | 30   | 比例北海道ブロック | 民主党     | ーー票     | ーー   | 8    | /                  | 13/4                         |
| 落   | 第46回衆議院議員総選挙 | 2012年12月16日 | 33   | 北海道第9区        | 民主党     | 6万1616票  | 20.07% | 1    | 2/4                | /                            |
| 落   | 第47回衆議院議員総選挙 | 2014年12月14日 | 35   | 北海道第9区        | 民主党     | 8万6252票  | 40.32% | 1    | 2/3                | /                            |
| 比当 | 第48回衆議院議員総選挙 | 2017年10月22日 | 38   | 北海道第9区        | 希望の党   | 8万8320票  | 37.97% | 1    | 2/3                | 1/1                          |
| 当   | 第49回衆議院議員総選挙 | 2021年10月31日 | 42   | 北海道第9区        | 立憲民主党 | 11万3512票 | 51.51% | 1    | 1/2                | /                            |
| 当   | 第50回衆議院議員総選挙 | 2024年10月27日 | 45   | 北海道第9区        | 立憲民主党 | 10万6007票 | 56.12% | 1    | 1/3                | /                            |